# Astragalus gilviflorus
Astragalus gilviflorus es una especie de planta del género Astragalus, de la familia de las leguminosas, orden Fabales.

## Distribución
Astragalus gilviflorus se distribuye por Estados Unidos y Canadá.

## Taxonomía
Fue descrita científicamente por Sheld.